# Shaftesbury Films
Shaftesbury Films es una compañía canadiense de creación de películas y series de televisión localizada en Toronto, Ontario.

## Televisión
Las series de la compañía incluyen:
- Los misterios de Murdoch
- Life with Derek
- 11 Cameras
- Los misterios del oráculo
- El colegio del agujero negro
- The Jane Show
- ReGenesis
- The Atwood Stories
- The Shields Stories
- Slasher

## Series animadas
- Ciudad mágica (Mischief city)

## Películas

### Películas producidas por la compañía
- Miedos externos, una adaptavion de las novelas Timothy Findley.
- Novelas de Michael Ignatieff "Scar Tissue".
- Hemingway vs. Callaghan, basada en una adaptación de Morley Callaghan Ese verano en París.
- Torso, una dramatización de Evelyn Dick.
- "Seis misterios de Joanne Kilbourn" , basado en las novelas de Gail Bowen.

### Algunas de sus películas teatrales incluyen
- Swann, basada en la novela creada por Carol Shields.
- Conquista
- Angeles pintados
- Camilla
- Larga vida, felicidad y prosperidad